# 메시에 15
메시에 15(Messier 15, M15) 또는 NGC 7078은 페가수스자리에 위치한 구상 성단으로, 1746년 진-도미니크 마릴디가 발견하였고 1764년 샤를 메시에의 "메시에 천체 목록"에 포함되었다. 메시에 15의 나이는 약 120억 년으로 추정된다.

## 특징
M15는 지구로부터 약 33,600 광년가량 떨어져 있으며, 지름은 약 175 광년이다. 성단의 절대등급은 -9.2로, 태양의 광도보다 36만 배 더 밝다. M15는 우리은하의 구상성단 중 밀도가 높은 편에 속한다. M15의 중심부는 중심붕괴중으로, 중심부 밀도가 높아지면 중앙에 블랙홀이 생겨날 가능성이 있다.
M15의 별 개수는 10만 개가 넘으며, 변광성 112개와 펄사 8개가 있고 중성자별 이중계인 M15 C가 있다. M15에는 1928년 발견된, 행성상 성운 피스 1이 위치해 있다. 피스 1을 제외하면 현재까지 구상성단 안에서 발견된 행성상 성운은 3개밖에 되지 않는다.

## 아마추어 천문학
M15의 겉보기등급은 6.2이기 때문에, 환경이 아주 좋으면 맨눈으로 보이기도 하고 쌍안경이나 소형 망원경으로 쉽게 관측할 수 있다. 눈 및 망원경에는 흐린 별로 보인다. 조리개가 큰 망원경(지름 6 in./150 mm 이상)으로 보면 별 몇몇이 분리되어 보이기 시작하며, 별 각각의 겉보기등급은 대략 +12.6이다. 성단의 크기는 18 각분이다.

## 엑스선 방출
지구를 도는 인공위성 우후루와 찬드라 엑스선 관측선에서 M15에서 엑스선을 방출하는 천체를 2개 찾아냈으며, 각각 메시에 15 X-1 (4U 2129+12)와 메시에 15 X-2로 이름붙었다. 이 중 메시에 15 X-1은 페가수스자리에서 발견된 최초의 엑스선 방출 천체이다.

## 사진

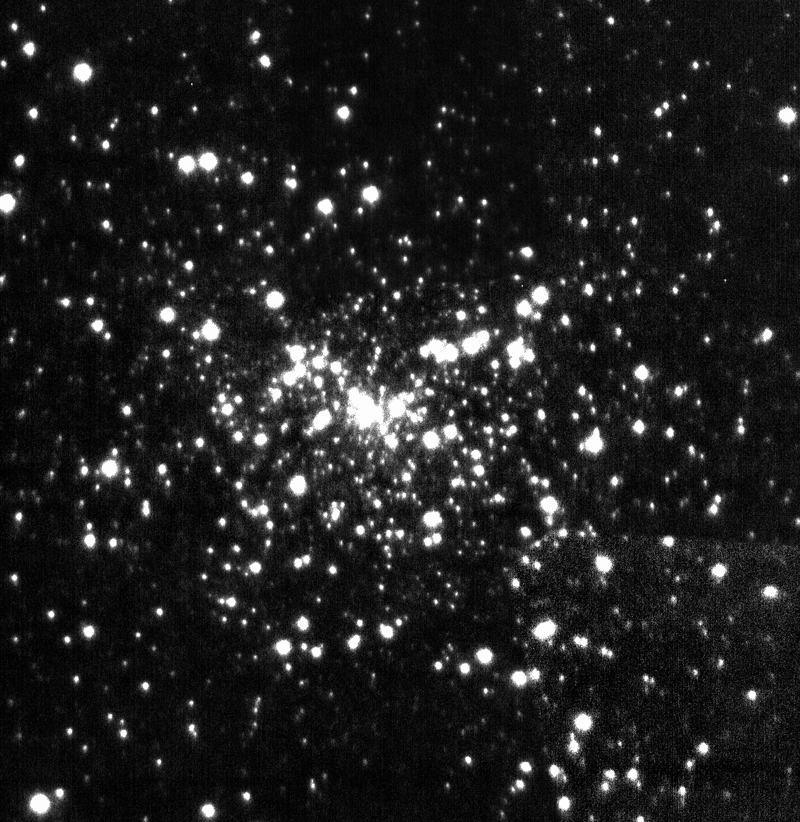
"lucky imaging" 기술을 사용하여 촬영한 M15의 가운데 1 각분 부분.
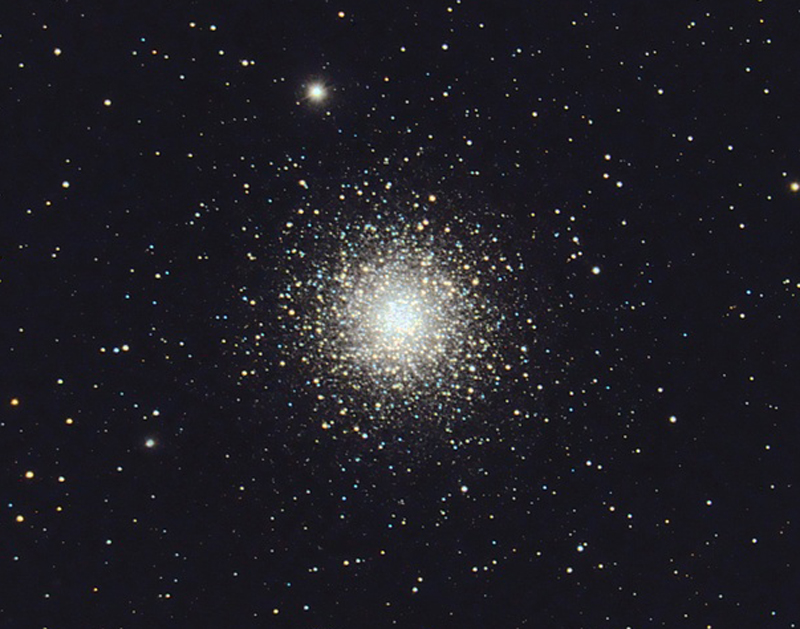
아마추어 망원경으로 본 메시에 15.
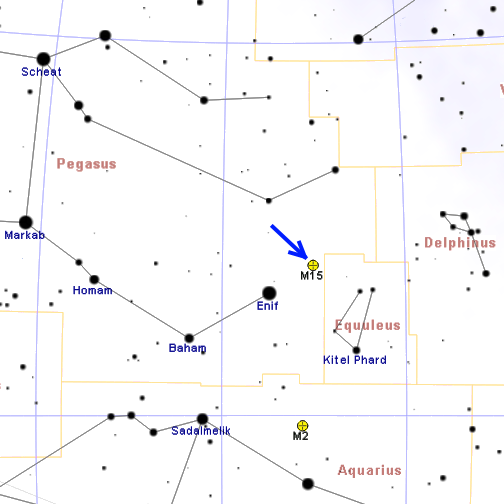
메시에 15의 위치를 보여주는 지도.
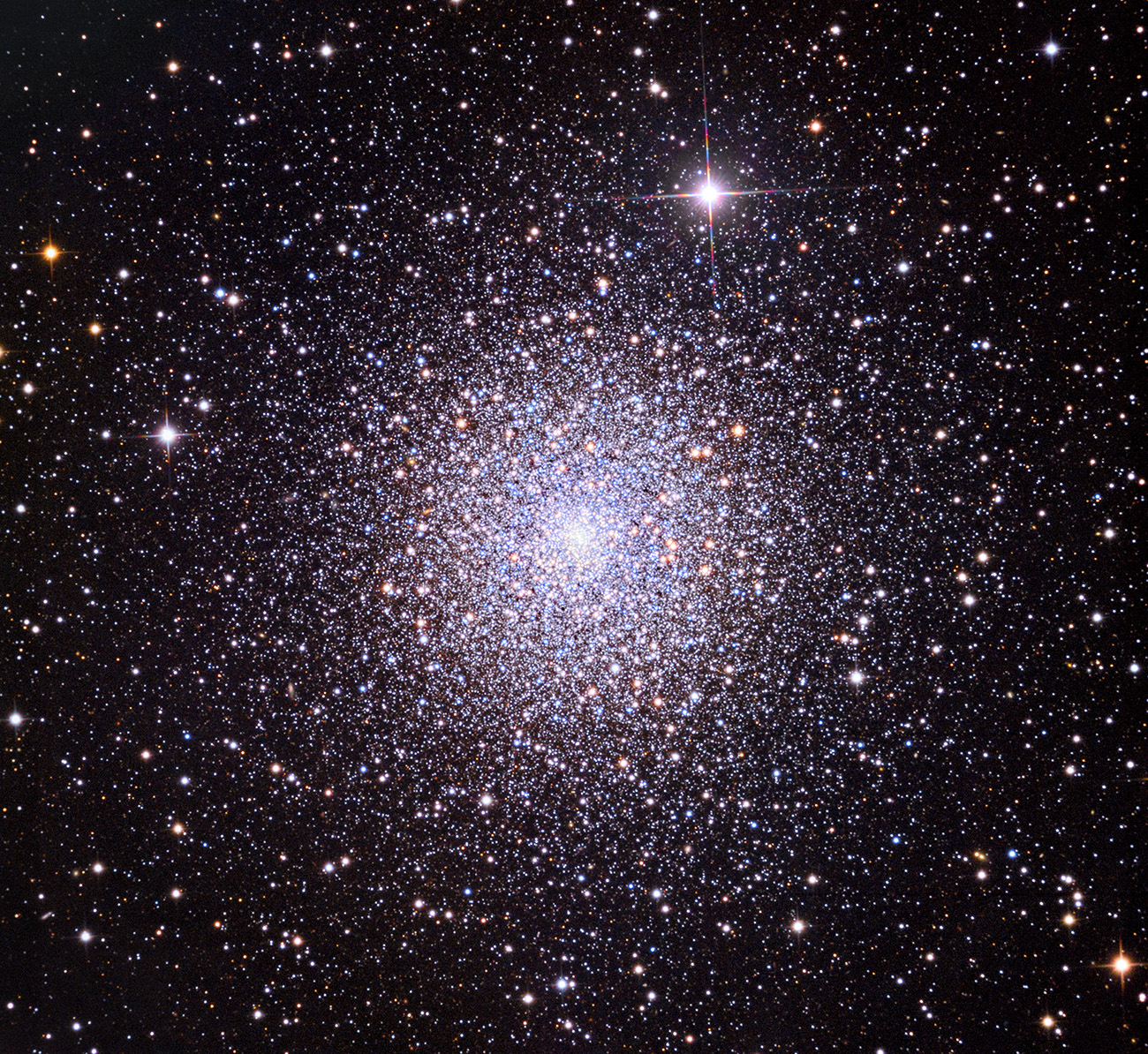
M15의 Deep Broadband(RGB) 사진으로, 레먼 산 스카이센터에서 촬영하였다.

## 같이 보기
- 엑스선천문학
- 메시에 목록
- 구상성단